# Maciej Jewtuszko
Maciej Jewtuszko (ur. 31 stycznia 1981 w Szczecinie) – polski zawodnik mieszanych sztuk walki (MMA) oraz boksu tajskiego. W swojej karierze występujący m.in. w organizacjach WEC, UFC, FEN czy KSW. Były międzynarodowy mistrz KSW w wadze lekkiej w latach 2012–2015.
Zawodowo podjął służbę w Państwowej Straży Pożarnej.

## Kariera MMA

### Wczesna kariera
Pierwszą profesjonalną walkę MMA stoczył w 2005 roku w Niemczech, gdy pokonał swego rywala przez poddanie. Następnie zwyciężył w 6 kolejnych walkach przed czasem, co zaowocowało podpisaniem w 2010 roku kontraktu z amerykańską organizacją World Extreme Cagefighting. W swoim debiucie w USA, 18 sierpnia 2010 roku (WEC 50) pokonał przez nokaut Anthony’ego Njokuani i otrzymał nagrodę pieniężną za „nokaut wieczoru”.

### Walka w UFC
Pod koniec 2010 roku WEC została wchłonięta przez UFC – największą organizację MMA na świecie, a Jewtuszko stał się jednym z jej zawodników. Tym samym został drugim polskim zawodnikiem UFC w historii po Tomaszu Drwalu (nie licząc Krzysztofa Soszyńskiego i Petera Sobotty, reprezentujących odpowiednio Kanadę i Niemcy).
Zadebiutował 27 lutego 2011 roku podczas gali UFC 127 w Sydney, przeciwko Curtowi Warburtonowi. Brytyjczyk zwyciężył przez jednogłośną decyzję sędziów (29-28, 29-28, 29-28), dzięki obaleniom i utrzymywaniu dominującej pozycji w parterze. Była to pierwsza porażka Jewtuszki w profesjonalnej karierze MMA. W jej wyniku nie otrzymał kolejnej szansy walki w UFC.

### KSW
We wrześniu 2011 roku podpisał kontrakt z największą polską organizacją MMA, Konfrontacja Sztuk Walki. 26 listopada 2011 podczas gali KSW 17: Zemsta, będąc faworytem, uległ Arturowi Sowińskiemu w 1. rundzie przez nokaut.
25 lutego 2012 roku pokonał Brytyjczyka Deana Amasingera przez TKO w 1. rundzie na gali KSW 18: Unfinished Sympathy. Za to zwycięstwo otrzymał bonus finansowy za „nokaut wieczoru”. Jeszcze w tym samym roku – 1 grudnia stoczył rewanżowy pojedynek z Sowińskim na gali KSW 21: Ostateczne Wyjaśnienie, którego pokonał po widowiskowej walce w 2. rundzie poprzez duszenie rękoma tzw. „brabo”. Stawką pojedynku było międzynarodowe mistrzostwo w wadze lekkiej.
W 2015 roku zwakował pas mistrzowski wagi lekkiej, zmieniając kategorię wagową na półśrednią (-77 kg). W pierwszej walce w dywizji półśredniej przegrał z byłym mistrzem PLMMA – Kamilem Szymuszowskim jednogłośnie na punkty, który był zastępstwem za kontuzjowanego Roberta Radomskiego.
Na gali KSW 34: New Order, która odbyła się 5 marca w Warszawie zmierzył się z doświadczonym Krzysztofem Kułakiem. Zwyciężył przez poddanie w 2 drugiej rundzie.
22 października na KSW 40 w stolicy Irlandii skrzyżował rękawice z pretendentem do tytułu wagi półśredniej KSW, Davidem Zawadą. Po dynamicznej walce skupionej głównie w stójce przegrał jednogłośną decyzją sędziów.

### Walka w FEN
W styczniu 2019 roku ogłoszono, że podpisał kontrakt z Fight Exclusive Night. W debiucie miał zmierzyć się z Normanem Parkiem, jednak do walki nie doszło. 15 czerwca 2019 zadebiutował w walce wieczoru gali FEN 25: Ostróda Fight Night, która odbyła się w Amfiteatrze w Ostródzie, gdzie doszło do jego rewanżu z również debiutującym w FEN Vaso Bakočeviciem. Zawodnik z Czarnogóry udanie zrewanżował się „Irokezowi”, pokonując go przez techniczny nokaut, kiedy ten nie wyszedł do kolejnej rundy z powodu kontuzji kolana.

### Ostatnia walka w KSW
20 stycznia 2024 podczas trwającej gali XTB KSW 90 w Warszawie ogłoszono przyszłą, pożegnalną walkę Macieja Jewtuszki. Ostatnią walkę pod szyldem tej organizacji stoczył 16 marca 2024 na wydarzeniu XTB KSW 92 w Gorzowie Wielkopolskim. Rywalem „Irokeza” był również kończący zawodową karierę Litwin, Marius Žaromskis. Zwyciężył po raz pierwszy przez jednogłośną decyzję sędziowską.

## Osiągnięcia

### Boks tajski
- 2009: zawodowy mistrz Polski WPMF w kat. -75 kg w formule muay thai[29]

### Mieszane sztuki walki
- 2012–2015: międzynarodowy mistrz KSW w wadze lekkiej (-70 kg)

## Lista walk w MMA
| Wynik     | Bilans | Przeciwnik (bilans przed walką) | Rozstrzygnięcie                             | Runda | Czas | Rozgrywki                      | Data       | Miejsce             | Uwagi                                                  |
| --------- | ------ | ------------------------------- | ------------------------------------------- | ----- | ---- | ------------------------------ | ---------- | ------------------- | ------------------------------------------------------ |
| Wygrana   | 13-5   | Marius Žaromskis (23-10. 1 NC)  | Decyzja (jednogłośna)                       | 3     | 5:00 | XTB KSW 92: Wikłacz vs. Jojua  | 16.03.2024 | Gorzów Wielkopolski | Ostatnia walka w karierze.                             |
| Przegrana | 12-5   | Vaso Bakočević (37-18-1)        | TKO (kontuzja kolana)                       | 1     | 5:00 | FEN 25: Ostróda Fight Night    | 15.06.2019 | Ostróda             | Main Event                                             |
| Przegrana | 12-4   | David Zawada (14-3)             | Decyzja (jednogłośna)                       | 3     | 5:00 | KSW 40: Dublin                 | 22.10.2017 | Dublin              | Bonus za walkę wieczoru.                               |
| Wygrana   | 12-3   | Krzysztof Kułak (26-14-2)       | Poddanie (ciosy pięściami)                  | 2     | 2:18 | KSW 34: New Order              | 05.03.2016 | Warszawa            |                                                        |
| Przegrana | 11-3   | Kamil Szymuszowski (12-4)       | Decyzja (jednogłośna)                       | 3     | 5:00 | KSW 31: Materla vs. Drwal      | 23.05.2015 | Gdańsk/Sopot        | Walka w wadze półśredniej.                             |
| Wygrana   | 11-2   | Vaso Bakočević (16-6-1)         | TKO (kopnięcie frontalne i ciosy pięściami) | 3     | 3:00 | KSW 28: Fighters’ Den          | 04.10.2014 | Szczecin            | Bonus za nokaut wieczoru.                              |
| Wygrana   | 10-2   | Artur Sowiński (12-7. 1 NC)     | Poddanie (duszenie brabo)                   | 2     | 4:02 | KSW 21: Ostateczne Wyjaśnienie | 01.12.2012 | Warszawa            | Zdobył międzynarodowe mistrzostwo KSW w wadze lekkiej. |
| Wygrana   | 9-2    | Dean Amasinger (9-5)            | TKO (ciosy pięściami)                       | 1     | 3:39 | KSW 18: Unfinished Sympathy    | 25.02.2012 | Płock               | Bonus za nokaut wieczoru.                              |
| Przegrana | 8-2    | Artur Sowiński (12-5)           | KO (ciosy pięściami)                        | 1     | 0:46 | KSW 17: Zemsta                 | 26.11.2011 | Łódź                | Debiut w KSW.                                          |
| Przegrana | 8-1    | Curt Warburton (6-2)            | Decyzja (jednogłośna)                       | 3     | 5:00 | UFC 127                        | 27.02.2011 | Sydney              | Debiut w UFC.                                          |
| Wygrana   | 8-0    | Anthony Njokuani (12-3)         | KO (ciosy pięściami)                        | 1     | 1:35 | WEC 50                         | 18.08.2010 | Las Vegas           | Bonus za nokaut wieczoru.                              |
| Wygrana   | 7-0    | Edvardas Norkeliunas (12-6-1)   | Poddanie (dźwignia skrętowa na stopę)       | 1     | 3:42 | BOTE: Grabowski vs. Kita       | 12.06.2010 | Gdynia              |                                                        |
| Wygrana   | 6-0    | Erikas Petraitis (20-9-2)       | KO (ciosy pięściami)                        | 1     | 1:38 | Iron Fist 2                    | 14.05.2010 | Szczecin            |                                                        |
| Wygrana   | 5-0    | Grzegorz Trędowski (11-7-2)     | Poddanie (duszenie gilotynowe)              | 2     | 0:37 | BOTE                           | 14.11.2009 | Gdynia              |                                                        |
| Wygrana   | 4-0    | Maros Nagy (0-0)                | TKO (poddanie przez narożnik)               | 2     | 5:00 | Fight Club Berlin 13           | 05.04.2009 | Berlin              |                                                        |
| Wygrana   | 3-0    | Tomas Pallai (0-0)              | Poddanie (duszenie zza pleców)              | 1     | 1:37 | Fight Club Berlin 12           | 02.11.2008 | Berlin              |                                                        |
| Wygrana   | 2-0    | Adam Łazowski (1-1)             | TKO (soccer kicks)                          | 1     | 4:57 | Extreme Cage 2                 | 19.11.2006 | Warszawa            |                                                        |
| Wygrana   | 1-0    | Dainius Krishtopaitis (0-0)     | Poddanie (dźwignia prosta na staw łokciowy) | 1     | ?    | La Onda – Niemcy vs. Litwa     | 04.12.2005 | Magdeburg           |                                                        |

## Lista walk w kick-boxingu
| Wynik     | Bilans | Przeciwnik        | Rozstrzygnięcie         | Runda | Czas | Rozgrywki                                         | Data       | Miejsce   | Uwagi       |
| --------- | ------ | ----------------- | ----------------------- | ----- | ---- | ------------------------------------------------- | ---------- | --------- | ----------- |
| Przegrana | 1-1    | Michał Ronkiewicz | Decyzja (jednogłośna)   | 3     | 3:00 | DSF Kickboxing Challenge 21: Śląśkie Tąpnięcie II | 30.03.2019 | Mysłowice | Zasady K-1. |
| Wygrana   | 1-0    | Robert Krasoń     | Decyzja (większościowa) | 3     | 3:00 | DSF Kichboxing Challenge 15                       | 19.05.2018 | Warszawa  | Zasady K-1. |

## Lista walk w boksie tajskim
| Wynik   | Bilans | Przeciwnik      | Rozstrzygnięcie | Runda | Czas | Rozgrywki | Data       | Miejsce  | Uwagi                                        |
| ------- | ------ | --------------- | --------------- | ----- | ---- | --------- | ---------- | -------- | -------------------------------------------- |
| Wygrana | 1-0    | Tomasz Kowalski | TKO             | 2     | ?    | Iron Fist | 26.09.2009 | Szczecin | Zdobył pas mistrza Polski WPMF w kat. -75 kg |

## Lista walk w boksie
| Wynik     | Bilans | Przeciwnik (bilans przed walką) | Rozstrzygnięcie         | Runda | Czas | Rozgrywki                      | Data       | Miejsce | Uwagi                                  |
| --------- | ------ | ------------------------------- | ----------------------- | ----- | ---- | ------------------------------ | ---------- | ------- | -------------------------------------- |
| Przegrana | 0-1    | Norman Parke (1-0)              | Decyzja (większościowa) | 3     | 3:00 | EFM Show 2: Materla vs. Rimbon | 11.09.2021 | Sofia   | Limit umowny -80 kg. Walka w oktagonie |